# Cloeon crassi
Cloeon crassi is een haft uit de familie Baetidae. De wetenschappelijke naam van de soort is voor het eerst geldig gepubliceerd in 1961 door Agnew.
De soort komt voor in het Afrotropisch gebied.